# Newag 311
Newag 311 sind von den polnischen NEWAG-Werken in Nowy Sącz seit 2007 modernisierte Diesellokomotiven der PKP-Baureihe ST44 bzw. DR-Baureihe V 200 (LTS M62). Die Normalspurvariante wird als 311D, die Variante für die russische Breitspur als 311Da bezeichnet.
Die Lokomotiven der Baureihe ST44 wurden komplett modernisiert. Aufbauend auf dem erhalten gebliebenen Rahmen erhielten die Lokomotiven neue bei General Electric Danzig gefertigte 12-Zylinder-V-Motoren der Baureihe General Electric 7FDL 12. Dazu erhalten die Lokomotiven eine neue elektrische und elektronische Ausrüstung, neue Haupt- und Hilfsgeneratoren.
Der Lokomotiv-Aufbau wurde komplett neu entwickelt und hergestellt. Auch die Ausstattung des Führerhauses wird neu gebaut. Die Drehgestelle einschließlich der Fahrmotoren wurden nur überarbeitet.

## Bilder

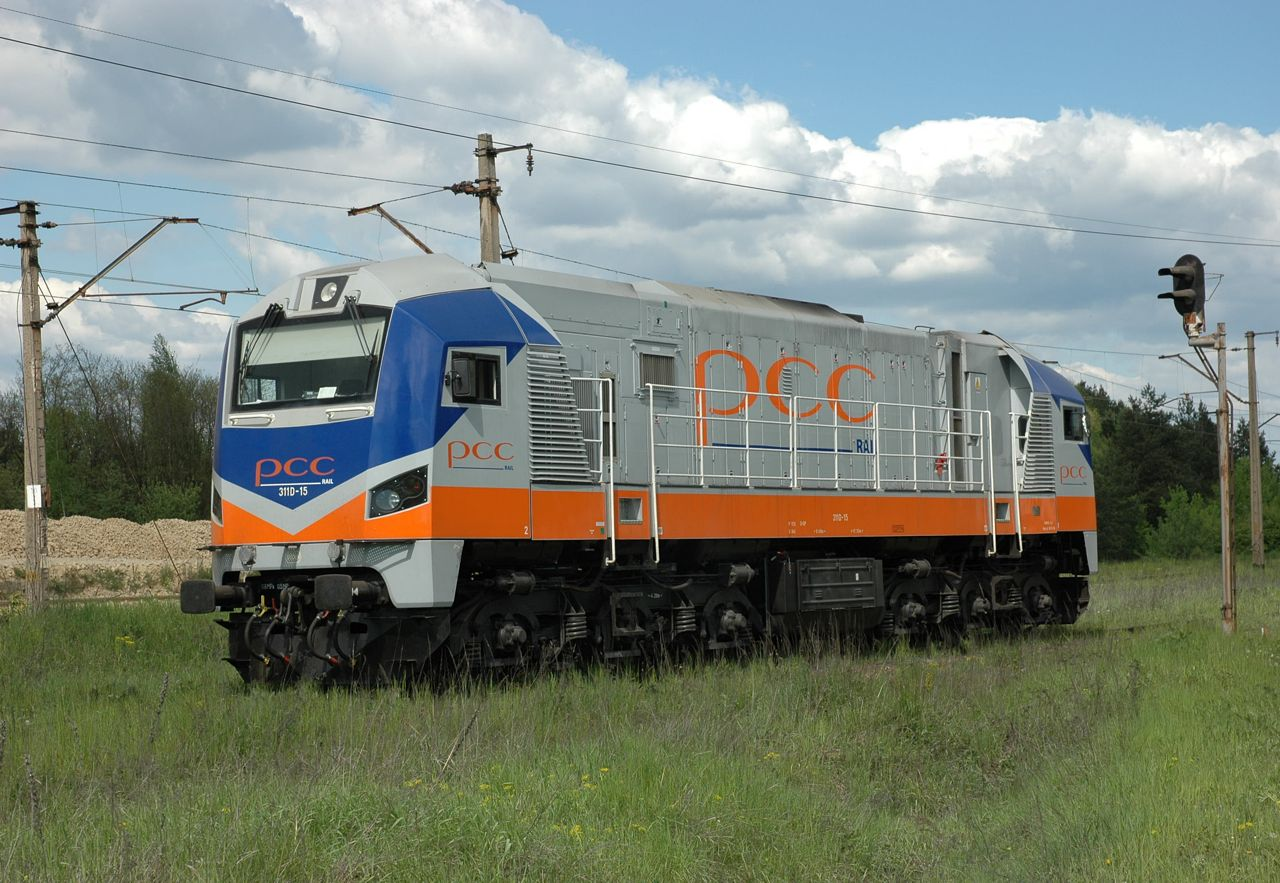
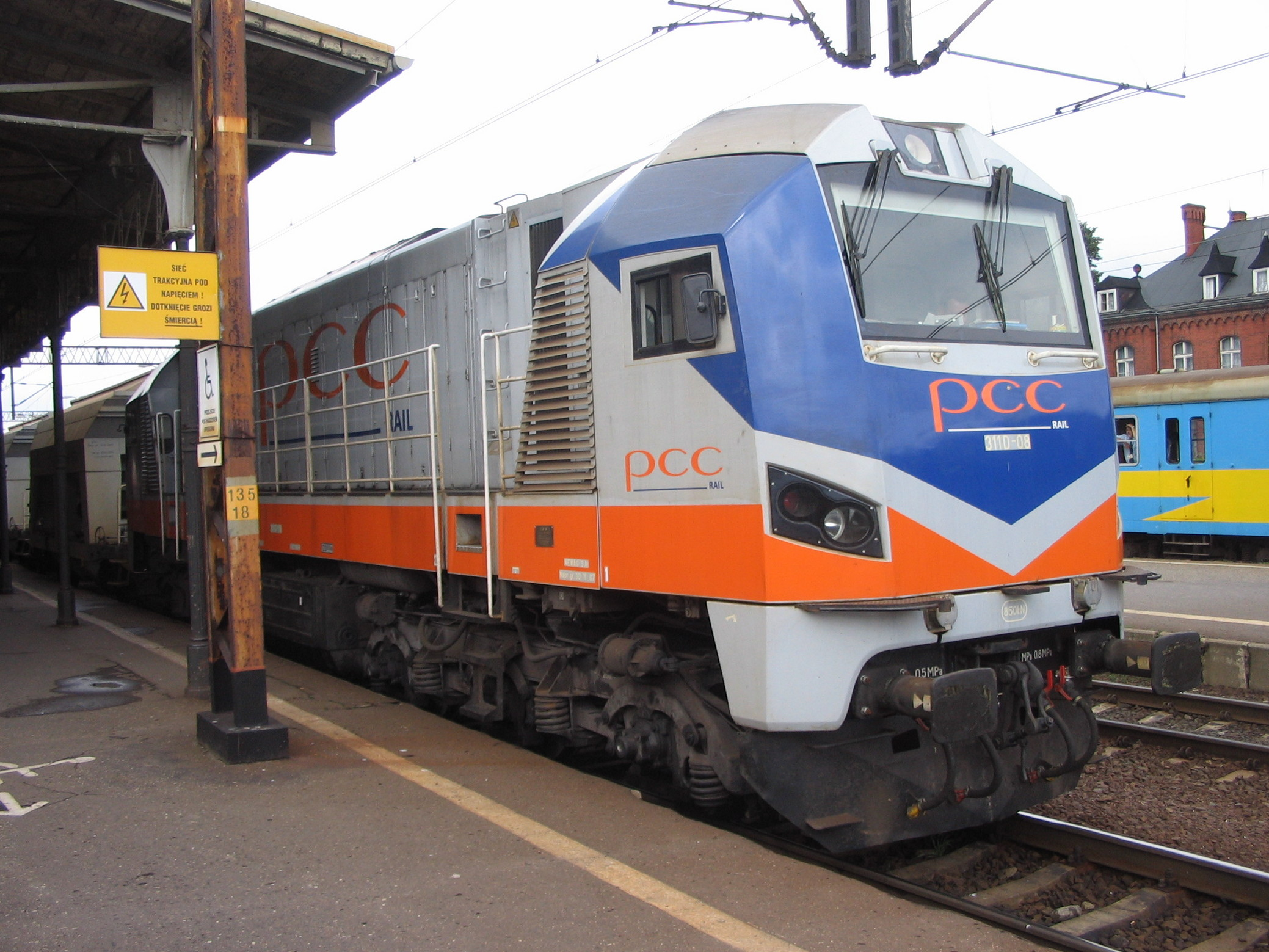
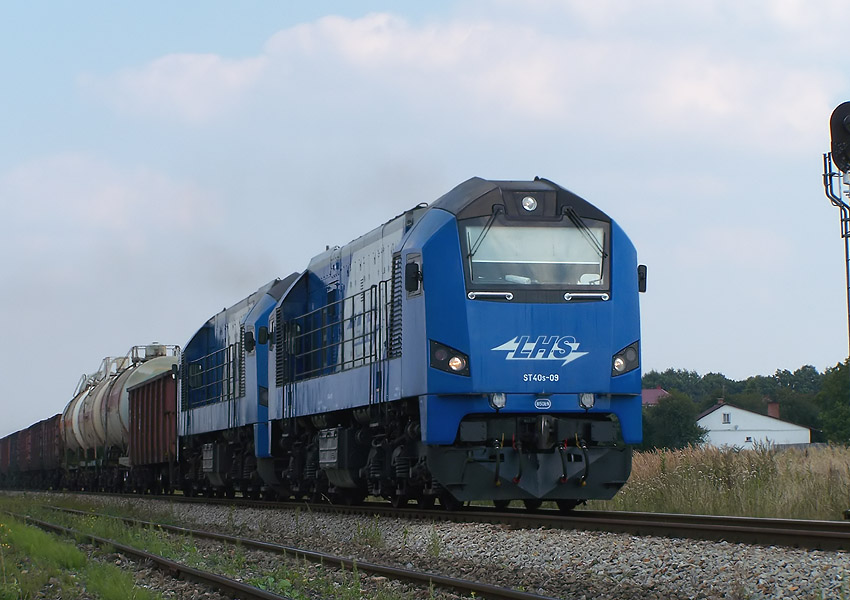